# Carlos Enrique Awad
Carlos Enrique Awad García (Bogotá, 30 de abril de 1958) es un médico neumólogo y profesor universitario colombiano con más de tres décadas de servicio y varias publicaciones a su haber. Se graduó de médico en la Universidad Nacional de Colombia en 1983 y de neumólogo en la Universidad del Bosque en 1987.

## Publicaciones
- Actualizaciones en Neumología: 1990. editorial: Ediciones Médicas Zambóm ISBN:
- Actualizaciones en Neumología: 1991. editorial: Ediciones Médicas Zambon ISBN:
- Enfermedades del tórax: 1992. editorial: Ediciones Médicas Zambon. ISBN:
- Neumología. 4° Edición Fundamentos de Medicina: Colombia 1993. Editorial:Corporación de Investigaciones Biológicas (CIB). ISBN:
- Infección Respiratoria: Colombia 1994. Editorial:Escuela Colombiana de Medicina ISBN:
- Neumología. 5° Edición Fundamentos de Medicina: 1998. Editorial:Corporación de Investigaciones Biológicas (CIB). ISBN:
- Neumología. 6° Edición Fundamentos de Medicina: 2007. Editorial:Corporación de Investigaciones Biológicas (CIB). ISBN:958907622X, 9789589076224
- Tuberculosis extrapulmonar una perspectiva desde un hospital de tercer nivel. Gallego, Awad, et al. Revista Colombiana de Neumología. 2013.[3]